# El Tanque

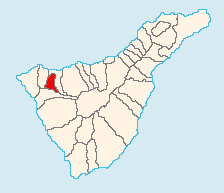
Localização de El Tanque

El Tanque é um município da Espanha na província de Santa Cruz de Tenerife, comunidade autónoma das Canárias. Tem 23,64 km² de área e em 2021 tinha 2 829 habitantes (densidade: 119,7 hab./km²).

## Demografia
| Variação demográfica do município entre 1991 e 2004 | Variação demográfica do município entre 1991 e 2004 | Variação demográfica do município entre 1991 e 2004 | Variação demográfica do município entre 1991 e 2004 |
| --------------------------------------------------- | --------------------------------------------------- | --------------------------------------------------- | --------------------------------------------------- |
| 1991                                                | 1996                                                | 2001                                                | 2004                                                |
| 3058                                                | 3247                                                | 2966                                                | 3111                                                |

|                  | Norte: Garachico        |                 |
| Oeste: Los Silos | El Tanque               | Este: Garachico |
|                  | Sul: Santiago del Teide |                 |